# Чжан Си (волейболистка)
Чжан Си (род. 19 апреля 1985, Наньтун) — китайская пляжная волейболистка, призёр мировых чемпионатов, призёр Олимпийских игр.

## Биография
Её спортивная карьера началась в 1996 году, когда Чжан Си впервые попала в профессиональную команду.
В 2006 году заняла первое место, вместе с Сюе Чень, на этапе мировой серии.
По-настоящему триумфальным для Чжан Си стал 2008 год, когда она со своей прежний партнершей Сюе Чень, выиграла бронзовые медали Олимпийских игр у себя на родине в Китае.